# Río Mpassa
El Mpassa es un río de Gabón, afluente del río Ogooué. Es el río que pasa por la ciudad de Franceville, capital de la provincia de Haut-Ogooué, y dentro de la provincia da nombre al departamento homónimo. Su principal afluente es el río Ndjoumou.
Nace en las mesetas Batéké, en la esquina suroriental del país junto a la frontera con la República del Congo, y fluye completamente por la provincia de Haut-Ogooué. El paso por la capital provincial Franceville lo hace por el este y más tarde por el norte de la ciudad. La desembocadura en el río Ogooué tiene lugar unos 5 km al noroeste de Franceville, tras pasar el río Ogooué bajo el puente de la carretera N3.